# Área do Sudoeste do Pacífico
Área do Sudoeste do Pacífico ou South West Pacific Area (SWPA) era o supremo comando militar aliado na Frente do Sudoeste do Pacífico na Segunda Guerra Mundial. Este foi um dos quatro principais comandos aliados na Guerra do Pacífico. Do SWPA fizeram parte as Filipinas, Bornéu, Índias Orientais Holandesas (com exceção de Sumatra), Timor Português, Austrália, Territórios de Papua e Nova Guiné, e a zona ocidental das Ilhas Salomão. Inicialmente, era constituído pelas forças dos Estados Unidos e da Austrália, embora unidades militares holandesas, filipinas, britânicas e outras, também tenham atuado no SWPA.
O General Douglas MacArthur foi designado comandante supremo da Frente de Sudoeste do Pacífico, aquando a sua criação em 18 de abril de 1942. Douglas distinguiu cinco comandos subordinados: as Forças Aliadas Terrestres, as Forças Aéreas Aliadas, as Forças Navais Aliadas, Força do Exército dos Estados Unidos na Austrália (USAFIA) e as Forças do Exército dos Estados Unidos nas Filipinas. Esta última zona de comando acabou afastada quando a ilha Corregidor se rendeu no dia 6 de maio de 1942, enquanto que a USAFIA se tornou na zona de abastecimento do exército dos Estados Unidos, Zona do Sudoeste do Pacífico (USASOS SWPA). Em 1943, a USAFFE foi reformulada e assumiu a responsabilidade pela administração, deixando a USASOS como uma área de serviços puramente logísticos.